# 20e parallèle nord
Pour les articles homonymes, voir 20e parallèle.

20e parallèle nord, désignant une partie de la frontière entre la Libye et le Soudan

En géographie, le 20e parallèle nord est le parallèle joignant les points de la surface de la Terre dont la latitude est égale à 20° nord.

## Géographie

### Dimensions
Dans le système géodésique WGS 84, au niveau de 20° de latitude nord, un degré de longitude équivaut à 104,647 km ; la longueur totale du parallèle est donc de 37 673 km, soit environ  94,0% de celle de l'équateur. Il en est distant de 2 212 km et du pôle Nord de 7 790 km,.
Comme tous les autres parallèles à part l'équateur, le 20e parallèle nord n'est pas un grand cercle et n'est donc pas la plus courte distance entre deux points, même situés à la même latitude. Par exemple, en suivant le parallèle, la distance parcourue entre deux points de longitude opposée est 18 836 km ; en suivant un grand cercle (qui passe alors par le pôle nord), elle n'est que de 15 580 km.

### Durée du jour
À cette latitude, le soleil est visible pendant 13 heures et 21 minutes au solstice d'été, et 10 heures et 55 minutes au solstice d'hiver.

### Régions traversées
En partant du Méridien de Greenwich :
- Mali
- Algérie
- Niger
- Tchad
- Libye
- Soudan
- Mer Rouge
- Arabie saoudite
- Oman
- Mer d'Arabie
- Inde
- Golfe du Bengale
- Birmanie
- Thaïlande
- Laos
- Viêt Nam
- Océan Pacifique
- Hawaï (États-Unis)
- Océan Pacifique
- Mexique
- Golfe du Mexique
- Cuba
- Mer des Caraïbes
- Haïti
- Océan Atlantique
- Mauritanie
- Mali

## Frontières
Le 20e parallèle nord définit une partie de la frontière entre la Libye et le Soudan.
Au Soudan, il définit la frontière nord du Darfour.